# Brimus
Brimus is een kevergeslacht uit de familie van de boktorren (Cerambycidae). De wetenschappelijke naam van het geslacht werd voor het eerst geldig gepubliceerd in 1862 door Pascoe.

## Soorten
Brimus omvat de volgende soorten:
- Brimus affinis Breuning, 1971
- Brimus rendalli Distant, 1898
- Brimus spinipennis (Pascoe, 1858)